# Romeo Neri
Romeo Neri   (Rímini, 26 de març de 1903 - Rímini, 23 de setembre de 1961) fou un gimnasta artístic italià, guanyador de quatre medalles olímpiques.

## Biografia
Va néixer el 26 de març de 1903 a la ciutat de Rímini, població situada la província del mateix nom, que en aquells moments formava part del Regne d'Itàlia i avui dia de la República Italiana. Va morir el 23 de setembre de 1961 a la seva residència de Rimini.

## Carrera esportiva
Va participar, als 25 anys, als Jocs Olímpics d'Estiu de 1928 realitzats a Amsterdam (Països Baixos), on va aconseguir guanyar la medalla de plata en la prova de barra fixa, a més de finalitzar quart en la prova del concurs complet individual i anelles, i sisè en la prova del concurs complet per equips com a resultats més destacats.
Va participar en els Jocs Olímpics d'Estiu de 1932 realitzats a Los Angeles (Estats Units), on va aconseguir guanyar la medalla d'or en la prova del concurs complet individual i per equips, així com en l'exercici de barres paral·leles. En aquesta mateixa competició participà en la prova d'exercici de terra, on fou quart.
Participà en els Jocs Olímpics d'Estiu de 1936 realitzats a Berlín (Alemanya nazi), si bé no tingué èxit en la prova del concurs complet individual, i no finalitzà la resta de proves en les quals participà.
Al llarg de la seva carrera aconseguí guanyar dues medalles en el Campionat del Món de gimnàstica artística, una d'elles de plata.